# Азеотропія
Азеотропія (рос. азеотропия, англ. azeotropy) — явище, що полягає у тому, що склад рідини, яка є сумішшю, та її пари при температурі кипіння за даного тиску є однаковим, внаслідок чого така рідина переганяється без зміни свого складу.
Азеотропна сушка (англ. azeotropic drying) — метод видалення води з речовин при температурах нижче від
100 °С, здійснюється з додаванням другої рідини, яка утворює
азеотроп з водою, що переганяється нижче температури кипіння води.
Азеотропна точка (англ. azeotropic point) — точка на фазовій діаграмі, що відповідає складові та температурі кипіння азеотропу чи складові та пружності пари азеотропу.